# Eleição municipal de São José dos Campos em 2008
A eleição municipal da cidade brasileira de São José dos Campos ocorreu em 5 de outubro de 2008 para eleger um prefeito, um vice-prefeito e 21 vereadores para a administração da cidade paulista. O prefeito titular é Eduardo Cury, do Partido da Social Democracia Brasileira (PSDB), que concorreu à reeleição.
Não houve a necessidade de realizar um segundo turno, pois o eleitorado joseense, assim como no pleito anterior (2004), decidiu seu comando municipal em 1º turno, reelegendo o candidato tucano Eduardo Cury.

## Regras

### Prefeito e Vice-prefeito
No geral, as regras para as eleições municipais nas cidades com mais de 200 mil habitantes se aplicam as outras também. Isto é, as eleições têm dois turnos, se nenhum dos candidatos alcança maioria absoluta dos votos válidos, um segundo turno entre os dois mais votados acontece. Todos os candidatos com cargos executivos deveriam renunciar até 3 de abril, para poderem disputar.

## Definição de candidatos
O pleito municipal joseense de 2008 teve o menor número de postulantes à prefeitura da história eleitoral recente: apenas três partidos lançaram candidaturas: PSDB, PT e PSTU.
O PSDB, que detém a prefeitura municipal desde 1997 com a vitória de Emanuel Fernandes lançou a candidatura de Eduardo Cury à reeleição, tendo como vice o médico Luiz Antonio Silva, mantendo a dobradinha PSDB-PSB - em 2000 e 2004, Riugi Kojima foi eleito para exercer a vice-prefeitura nas respectivas chapas tucanas de Fernandes e Cury.
Filiado ao PSDB desde 1989, Cury foi Secretário de Governo e de Transportes durante o mandato de Emanuel Fernandes, entre 1997 e 2004. Neste último ano, foi candidato à prefeitura joseense, sendo a primeira eleição que disputou. Com o apoio do então prefeito, foi eleito já no primeiro turno com 179.705 votos (57,65%).
O PT lançou a candidatura do deputado estadual Carlinhos Almeida. Em uma aliança com o PMDB, foi anunciado que o médico Itamar Coppio compõe a chapa majoritária, sendo a segunda vez que concorre à vice-prefeitura em uma chapa petista - em 2000, Coppio foi candidato a vice de Ângela Guadagnin.
Almeida é filiado ao PT desde 1982. Foi eleito vereador em 1988 e reeleito em 1992 e 1996, sendo presidente da Câmara Municipal de São José dos Campos entre 1997 e 1998. Deixou o cargo de vereador quando foi eleito deputado estadual em 1998 com 43.876 votos, sendo reeleito em 2002 com 111.602 votos e em 2006 com 94.024 votos.
O PSTU lançou a candidatura do advogado Toninho Ferreira, em aliança com o PSOL, que lançou seu vice, Wellington Cabral.
Toninho já disputou diversas eleições, todas pelo mesmo partido, não obtendo sucesso em nenhuma delas: em 1998, concorreu ao governo do estado de São Paulo, obtendo 29.033 votos (0,17%). Em 2000, concorreu a uma vaga na Câmara dos Vereadores de São José, obtendo 1.184 votos (0,44%). Em 2002, concorreu ao cargo de deputado federal, obtendo 3.531 votos (0,02%). Em 2004, Toninho concorreu novamente ao cargo de vereador, obtendo 451 votos (0,14%). Em 2006, Toninho concorreu a uma vaga na Assembleia Legislativa de São Paulo, obtendo 4.718 votos (0,02%), conseguindo uma suplência.

## Candidaturas oficializadas
|  | Nº | Candidato(a) a prefeito | Candidato(a) a prefeito                           | Candidato(a) a vice-prefeito | Candidato(a) a vice-prefeito                      | Coligação |
|  | -- | ----------------------- | ------------------------------------------------- | ---------------------------- | ------------------------------------------------- | --- |
|  | 13 |                         | Carlinhos Almeida (PT) Carlos José de Almeida     |                              | Itamar Coppio (PMDB) Itamar Coppio                | "São José para Todos" - Partido dos Trabalhadores (PT) - Partido do Movimento Democrático Brasileiro (PMDB) - Partido Progressista (PP) - Partido Comunista do Brasil (PCdoB) - Partido Trabalhista Nacional (PTN) - Partido Trabalhista Cristão (PTC) |
|  | 16 |                         | Toninho Ferreira (PSTU) Antonio Donizete Ferreira |                              | Cabral dos Químicos (PSOL) Wellington Luiz Cabral | "Frente de Esquerda Socialista" - Partido Socialista dos Trabalhadores Unificado (PSTU) - Partido Socialismo e Liberdade (PSOL) |
|  | 45 |                         | Eduardo Cury (PSDB) Eduardo Pedrosa Cury          |                              | Dr. Luiz Antonio (PSB) Luiz Antonio Ângelo Silva  | "São José no rumo certo" - Partido da Social Democracia Brasileira (PSDB) - Partido Socialista Brasileiro (PSB) - Democratas (DEM) - Partido da República (PR) - Partido Democrático Trabalhista (PDT) - Partido Trabalhista Brasileiro (PTB) - Partido Popular Socialista (PPS) - Partido Republicano Brasileiro (PRB) - Partido Social Cristão (PSC) - Partido Verde (Brasil) (PV) - Partido Humanista da Solidariedade (PHS) - Partido Trabalhista do Brasil (PTdoB) - Partido Social Liberal (PSL) - Partido Renovador Trabalhista Brasileiro (PRTB) - Partido Social Democrata Cristão (PSDC) |

## Pesquisas

### Primeiro turno
| Data                       | 04/07/2008 | 03/08/2008 | 15/08/2008 | 29/08/2008 | 10/09/2008 | 12/09/2008 | 26/09/2008 | 29/09/2008 |
| Instituto                  | Brasmarket | IBOPE      | Brasmarket | Brasmarket | IBOPE      | Brasmarket | Brasmarket | IBOPE      |
| -------------------------- | ---------- | ---------- | ---------- | ---------- | ---------- | ---------- | ---------- | ---------- |
| Eduardo Cury (PSDB)        | 46,3%      | 41%        | 42,8%      | 39%        | 45%        | 42,8%      | 42,4%      | 45%        |
| Carlinhos Almeida (PT)     | 30,4%      | 34%        | 34,2%      | 38%        | 33%        | 36,5%      | 40%        | 36%        |
| Toninho Ferreira (PSTU)    | 2,9%       | 2%         | 2,9%       | 3,2%       | 3%         | 3,3%       | 4,2%       | 5%         |
| Brancos, Nulos e Indecisos | 20,4%      | 22%        | 20,1%      | 19,8%      | 19%        | 17,6%      | 13,4%      | 13%        |

## Resultados

### Prefeito
| Eduardo Cury (PSDB)     | Dr. Luiz Antonio (PSB)     | 187.930 | 56,27%  |
| Carlinhos Almeida (PT)  | Itamar Coppio (PMDB)       | 134.428 | 40,25%  |
| Toninho Ferreira (PSTU) | Cabral dos Químicos (PSOL) | 11.602  | 3,47%   |
| Total de votos válidos  | Total de votos válidos     | 333.960 | 100,00% |
| Votos apurados          |                            |         |         |
| Votos válidos           | Votos válidos              | 333.960 | 93,67%  |
| Votos em branco         | Votos em branco            | 8.558   | 2,40%   |
| Votos nulos             | Votos nulos                | 14.002  | 3,93%   |
| Total de votos apurados | Total de votos apurados    | 356.520 | 100,00% |
| Eleitores               |                            |         |         |
| Comparecimento          | Comparecimento             | 356.520 | 86,04%  |
| Abstenções              | Abstenções                 | 57.833  | 13,96%  |
| Total de eleitores      | Total de eleitores         | 414.353 | 100,00% |
| Total de seções: 1.017  |                            |         |         |